# José Manuel Balmaceda
José Manuel Balmaceda Fernández (Santo Domingo, 19 luglio 1840 – Santiago del Cile, 18 settembre 1891) è stato un politico cileno.
Fu presidente del Cile dal 18 settembre 1886 al 29 agosto 1891.
Figlio di agricoltori, fu educato presso i religiosi, aderì al Club de la Reforma e fu più volte deputato e senatore liberale. Allo scoppio della Guerra del Pacifico (1879-1884) fu inviato in Argentina per garantire la neutralità di quel Paese verso il Cile, quindi fu ministro delle Relazioni Estere (1881-1882) e dell'Interno (1882).
Eletto presidente della Repubblica nel 1886, grazie ad un discreto miglioramento dell'economia avviò un vasto programma di spese pubbliche con la fondazione di istituti scolastici e scientifici, di ospedali, infrastrutture portuali e ferroviarie, bonifiche, e potenziò le forze armate. Incorporò al territorio nazionale l'Isola di Pasqua e ristabilì relazioni regolari con la Santa Sede, permettendo la nomina di Mariano Casanova ad arcivescovo di Santiago.
Dal 1890 però, entrò in contrasto con la nuova maggioranza conservatrice del Congresso, che reclamava una lettura in senso parlamentare della Costituzione del 1833 e sosteneva la concessione a società private dello sfruttamento dei giacimenti di nitrati del Deserto di Atacama; quando il Congresso respinse la Legge Finanziaria per il 1891, Balmaceda confermò quella per il 1890. Nel gennaio del 1891 il Congresso denunciò le mire dittatoriali di Balmaceda, e lo destituì; Balmaceda rispose sciogliendo il Congresso: scoppiò una guerra civile che, dopo otto mesi, si concluse con la vittoria dei conservatori, appoggiati dalle Forze armate e guidati da una Giunta presieduta dall'ammiraglio Jorge Montt Álvarez.
Il 29 agosto Balmaceda dovette cedere i poteri al generale Manuel Baquedano González, che si era mantenuto neutrale, e chiese asilo nella legazione argentina. Balmaceda si tolse la vita il 18 settembre dello stesso anno, termine del suo mandato costituzionale come presidente, lasciando un manifesto politico in cui difendeva il proprio operato, criticava il parlamentarismo e difendeva il presidenzialismo.